# Alan Rudolph
Alan Steven Rudolph (ur. 18 grudnia 1943 w Los Angeles) – amerykański reżyser, scenarzysta i producent filmowy.

## Wybrana filmografia
- 1976: Witamy w Los Angeles (Welcome to L.A.)
- 1978: Zapamiętaj moje imię (Remember My Name)
- 1980: W rytmie rock and rolla (Roadie)
- 1982: Zagrożony gatunek (Endangered Species)
- 1984: Wybierz mnie (Choose Me)
- 1984: Tekściarz (Songwriter)
- 1987: Między niebem a ziemią (Made in Heaven)
- 1988: Moderniści (The Moderns)
- 1991: Motywy zbrodni (Mortal Thoughts)
- 1994: Pani Parker i krąg jej przyjaciół (Mrs. Parker and the Vicious Circle)
- 1997: Miłość po zmierzchu (Afterglow)
- 1999: Śniadanie mistrzów (Breakfast of Champions)
- 2002: Sekretne życie dentysty (The Secret Lives of Dentists)